# Kloster St. Lioba (Freiburg im Breisgau)
Das Kloster St. Lioba ist ein Kloster von Benediktinerinnen im Stadtteil Günterstal der Stadt Freiburg im Breisgau. Es ist das Mutterhaus der Benediktinerinnen von der heiligen Lioba und befindet sich in der ehemaligen Villa Wohlgemuth am Rand des Freiburger Stadtwalds.

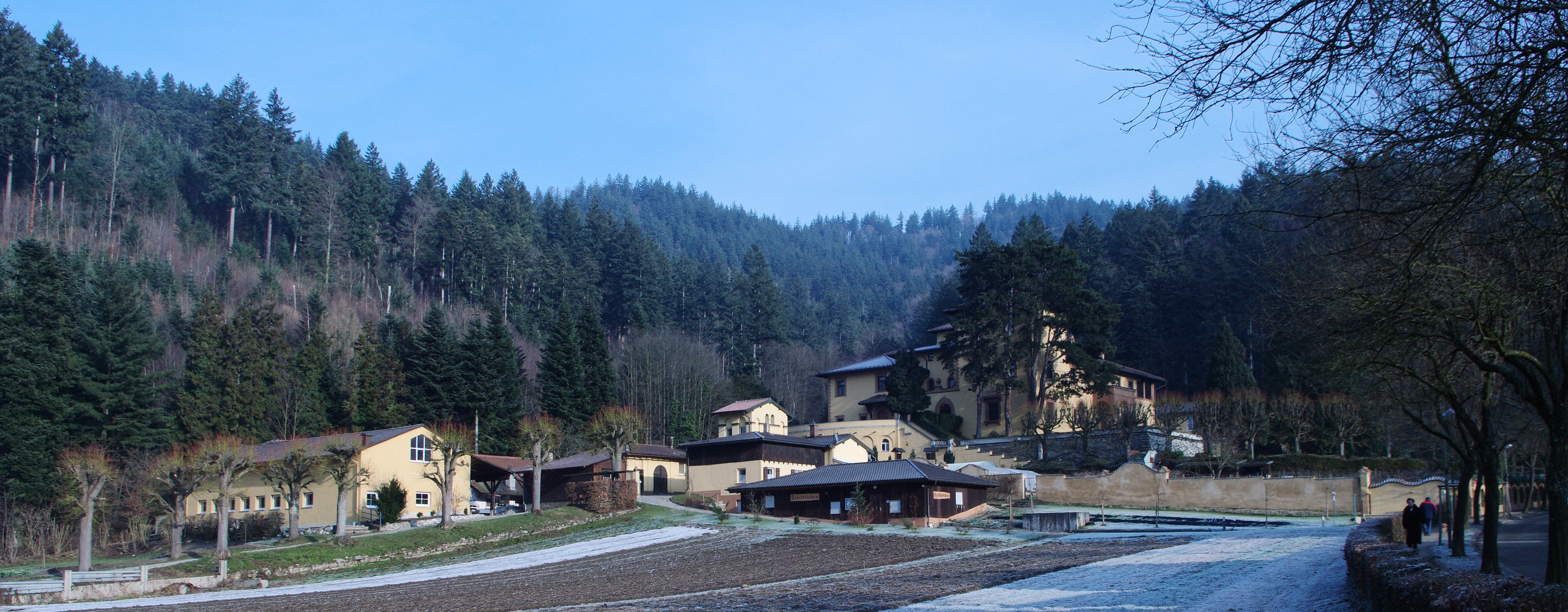
Kloster St. Lioba in Freiburg-Günterstal

## Geschichte
Die Kongregation der Lioba-Schwestern geht auf das Jahr 1920 zurück, als Schwestern des eben eröffneten St.-Hedwigs-Kinderkrankenhauses mit angeschlossener Säuglingspflegeschule unter Leitung von Maria Föhrenbach sich zu einer geistlichen und spirituellen Gemeinschaft zusammenfanden und nach der Regel des heiligen Benedikt leben wollten. Benannt hatte sich die Gemeinschaft nach St. Lioba, Verwandte und Missionsgefährtin des heiligen Bonifatius.
Die ersten Räumlichkeiten der noch nicht päpstlich anerkannten Schwesternschaft befanden sich im Freiburger Stadtteil Neuburg, wo auch das Kinderkrankenhaus lag. Als Aufgaben wählten die Schwestern Seelsorgehilfe und „Dienst in der Welt“, etwa Krankenpflege und Unterricht. Deshalb leben auch heute die Schwestern nicht in strenger Klausur.
Die Räumlichkeiten wurden bald zu klein. Auf der Suche nach einer neuen Unterkunft ergab es sich, dass die Villa Wohlgemuth in Günterstal zum Verkauf stand. 1927 erfolgte die päpstliche Anerkennung der Schwesternschaft als Kongregation des Ordens der Benediktinerinnen. Die Schwestern übernehmen pädagogische, soziale und kirchliche Aufgaben und pflegen den liturgischen Gesang. Im Haus St. Benedikt finden christliche Seminare und Tagungen statt.
Jenseits der Straße trägt ein kleineres Gebäude den Namen Haus Subiaco. Hier befindet sich seit 2001 ein Edith-Stein-Gedächtnis-Zimmer, in dem die heilige Edith Stein während wiederholter Besuche zwischen 1925 und 1934 zu Gast war. Nach ihrer ersten Fahrt nach Günterstal hat die zur „Patronin Europas“ erklärte Heilige berichtet: „Vor dem Eingang zum Dorf liegt am Waldrand, etwas erhöht, ein großes Haus im reinsten italienischen Stil. Der fremdartige Anblick fällt jedem sofort ins Auge. Die Straßenbahnschaffner sagten einem, es sei die Wohgemut’sche Villa. So oft man vorbeikam, wünschte man sich, in dies verschlossene Paradies einmal eintreten zu dürfen. Es sollte mir später lieb und vertraut werden, als es in den Besitz der Liobaschwestern übergegangen war.“ 
Seit Frühjahr 2021 leben mit den 40 Benediktinerinnen auch 16 Dominikanerinnen vom Kloster Neusatzeck, welches aufgelöst wurde.

## Beschreibung

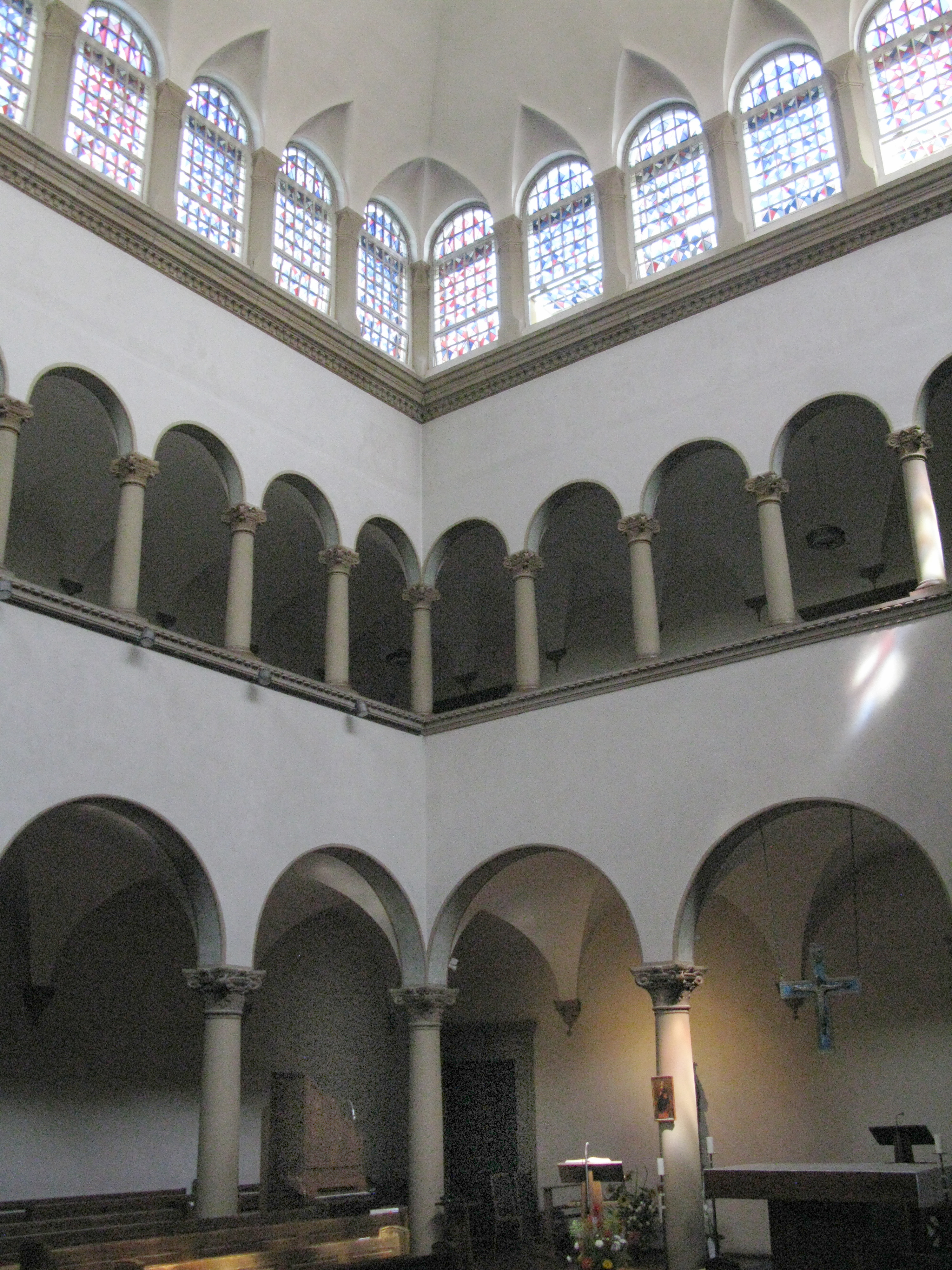
Oratorium von St. Lioba

Herzstück des Anwesens ist die Villa Wohlgemuth, die sich der Oberamtsrichter August Wohlgemuth auf einem Grundstück, das einst dem Zisterzienserinnenklosters in Günterstal gehört hatte, zwischen 1906 und 1913 errichten ließ. Der Heidelberger Architekt und Baurat Fritz Seitz entwarf ein Gebäude im Stil einer toskanischen Villa nach Vorgaben des Bauherrn. Dieser war von seinem Bruder, dem Maler Wilhelm Wohlgemuth (1870–1942), für den Baustil der toskanischen Renaissance begeistert worden. Der malende Bruder sorgte für die Ausmalung der Räume mit Fresken. Diese wurden bis auf wenige Ausnahmen 1963 mit einem dünnen Streichputz und einer getönten Dispersionsfarbe überstrichen, die jedoch wieder entfernt werden können, ohne die Fresken zu beschädigen. „Die Villa Wohlgemuth gehört als Gesamtkunstwerk zu den herausragenden Bauten des Historismus in Freiburg“ (H. H. Hofstätter).
August Wohlgemuth verkaufte, durch die Inflation veranlasst, 1927 sein Anwesen für 275.000 Goldmark an die neu gegründete Kongregation der Benediktinerinnen von der heiligen Lioba, deren Mutterhaus sie – nach leichteren Umbauten im Gebäudeinneren – wurde. Einzelne Bauteile sind unterschiedlich hoch und tragen jeweils eigene flach geneigte Walmdächer, so dass der eigentlich fast quadratische Grundriss kaum erkannt werden kann; es entsteht jedoch der starke Eindruck eines toskanischen Landguts, ohne dass das Gebäude ein eindeutiges Vorbild hätte. Das Atrium im Zentrum des Hauptgebäudes ist heute das Oratorium des Klosters, die Hauskapelle. Eine kleine von der Glockengießerei Grüninger 1928 gegossene Bronzeglocke (Ø 400 mm, ca. 45 kg) mit dem Schlagton b″+2 wird ausschließlich von Hand zum Gottesdienst und zu den Gebetszeiten geläutet.
Um das Hauptgebäude gruppieren sich Wirtschaftsgebäude und Gartenanlagen, das Gästehaus St. Benedikt, ein Klosterladen, ein biblischer Klostergarten und ein kleiner Friedhof der Nonnen. 